# Błogosławie
Błogosławie – wieś sołecka w Polsce położona w województwie mazowieckim, w powiecie nowodworskim, w gminie Zakroczym.
W latach 1975–1998 miejscowość administracyjnie należała do województwa warszawskiego.
We wsi znajduje się zabytkowy fort z 1918 roku. Przez wieś przechodzi droga z Zakroczymia do Śniadowa. 
Najbliższa szkoła podstawowa znajduje się w Wojszczycach a gimnazjum w Zakroczymiu. 
Wierni Kościoła rzymskokatolickiego należą do parafii w Korczewie.